# والیبال در المپیک تابستانی ۲۰۱۲ – مسابقات زنان
مسابقات والیبال زنان در بازی‌های المپیک تابستانی ۲۰۱۲، سیزدهمین دوره این رویداد در بازی‌های المپیک بود که توسط نهاد فدراسیون بین‌المللی والیبال ، با همکاری کمیته بین‌المللی المپیک در مرکز نمایشگاهی ارلز کورت واقع در لندن کشور انگلستان برگزار شد. زمان شروع مسابقات، ۲۹ ژوئیه (۸ مرداد) تا ۱۲ اوت ۲۰۱۲ (۲۲ مرداد ۱۳۹۱) بود.

## مسابقات انتخابی
| روش انتخابی                     | تاریخ                | ورزشگاه           | مجوز | منتخب                               |
| ------------------------------- | -------------------- | ----------------- | ---- | ----------------------------------- |
| کشور میزبان                     | —                    | —                 | ۱    | بریتانیای کبیر                      |
| جام‌جهانی ۲۰۱۱                   | ۴ تا ۱۹ نوامبر ۲۰۱۱  | ژاپن              | ۳    | ایتالیا · ایالات متحده آمریکا · چین |
| مسابقات انتخابی آفریقا          | ۲ تا ۴ فوریه ۲۰۱۲    | بیلدا، الجزایر    | ۱    | الجزایر                             |
| مسابقات گزینشی زنان             | ۲۷آپریل تا ۶ می ۲۰۱۲ | تیخوانا، مکزیک    | ۱    | دومینیکن                            |
| گزینشی زنان اروپا               | ۱–۶ می ۲۰۱۲          | استانبول، ترکیه   | ۱    | ترکیه                               |
| مسابقات انتخابی آمریکا          | ۸ تا ۱۴ می ۲۰۱۲      | سائوپائولو، برزیل | ۱    | برزیل                               |
| مسابقات گزینش چهانی زنان ۲۰۱۲   | ۱۹–۲۷ می ۲۰۱۱        | توکیو، ژاپن       | ۳    | روسیه · کرهٔ جنوبی · صربستان         |
| مسابقات گزینشی المپیک-زنان ۲۰۱۲ | ۱۹–۲۷ می ۲۰۱۱        | توکیو، ژاپن       | ۱    | ژاپن                                |
| مجموع                           | مجموع                | مجموع             | ۱۲   |                                     |

##### نحوه انتخاب تیم‌ آسیایی
- طبق قوانین، مسابقات گزینشی آسیا، با مسابقات گزینشی جهانی برگزار می‌شود و تیم برتر آسیایی، به جز تیم اول، به مسابقات المپیک راه خواهد یافت.

## قرعه‌کشی مسابقات
| گلدان الف      | گلدان ب             |
| -------------- | ------------------- |
| بریتانیای کبیر | ایالات متحده آمریکا |
| ژاپن           | برزیل               |
| ایتالیا        | چین                 |
| روسیه          | صربستان             |
| دومینیکن       | ترکیه               |
| الجزایر        | کرهٔ جنوبی           |

## دور اول

### گروه الف
|      |                |          | مسابقات | مسابقات | ست‌ها | ست‌ها | ست‌ها  | امتیازها | امتیازها | امتیازها |
| رتبه | تیم            | امتیازها | برد     | باخت    | برد  | باخت | نسبت  | برد      | باخت     | نسبت     |
| ---- | -------------- | -------- | ------- | ------- | ---- | ---- | ----- | -------- | -------- | -------- |
| ۱    | روسیه          | ۱۴       | ۵       | ۰       | ۱۵   | ۴    | ۳٫۷۵۰ | ۴۵۹      | ۳۵۲      | ۱٫۳۰۴    |
| ۲    | ایتالیا        | ۱۳       | ۴       | ۱       | ۱۴   | ۵    | ۲٫۸۰۰ | ۴۴۲      | ۳۶۸      | ۱٫۲۰۱    |
| ۳    | ژاپن           | ۹        | ۳       | ۲       | ۱۱   | ۶    | ۱٫۸۳۳ | ۴۰۱      | ۳۳۵      | ۱٫۱۹۷    |
| ۴    | دومینیکن       | ۶        | ۲       | ۳       | ۸    | ۹    | ۰٫۸۸۹ | ۳۷۴      | ۳۶۲      | ۱٫۰۳۳    |
| ۵    | بریتانیای کبیر | ۲        | ۱       | ۴       | ۳    | ۱۴   | ۰٫۲۱۴ | ۲۹۵      | ۳۹۶      | ۰٫۷۴۵    |
| ۶    | الجزایر        | ۱        | ۰       | ۵       | ۲    | ۱۵   | ۰٫۱۳۳ | ۲۵۲      | ۴۱۰      | ۰٫۶۱۵    |

| ۲۸ ژوئیه ۲۰۱۲ ۰۹:۳۰ | {{{تیم۱}}} | در برابر | {{{تیم۲}}} | {{{ورزشگاه}}} |
| ۲۸ ژوئیه ۲۰۱۲ ۰۹:۳۰ | P2 P3      |          |            | {{{ورزشگاه}}} |

| ۲۸ ژوئیه ۲۰۱۲ ۱۴:۴۵ | {{{تیم۱}}} | در برابر | {{{تیم۲}}} | {{{ورزشگاه}}} |
| ۲۸ ژوئیه ۲۰۱۲ ۱۴:۴۵ | P2 P3      |          |            | {{{ورزشگاه}}} |

| ۲۸ ژوئیه ۲۰۱۲ ۱۶:۴۵ | {{{تیم۱}}} | در برابر | {{{تیم۲}}} | {{{ورزشگاه}}} |
| ۲۸ ژوئیه ۲۰۱۲ ۱۶:۴۵ | P2 P3      |          |            | {{{ورزشگاه}}} |

| ۳۰ ژوئیه ۲۰۱۲ ۱۴:۴۵ | {{{تیم۱}}} | در برابر | {{{تیم۲}}} | {{{ورزشگاه}}} |
| ۳۰ ژوئیه ۲۰۱۲ ۱۴:۴۵ | P2 P3      |          |            | {{{ورزشگاه}}} |

| ۳۰ ژوئیه ۲۰۱۲ ۲۰:۰۰ | {{{تیم۱}}} | در برابر | {{{تیم۲}}} | {{{ورزشگاه}}} |
| ۳۰ ژوئیه ۲۰۱۲ ۲۰:۰۰ | P2 P3      |          |            | {{{ورزشگاه}}} |

| ۳۰ ژوئیه ۲۰۱۲ ۲۲:۰۰ | {{{تیم۱}}} | در برابر | {{{تیم۲}}} | {{{ورزشگاه}}} |
| ۳۰ ژوئیه ۲۰۱۲ ۲۲:۰۰ | P2 P3      |          |            | {{{ورزشگاه}}} |

| ۱ اوت ۲۰۱۲ ۰۹:۳۰ | {{{تیم۱}}} | در برابر | {{{تیم۲}}} | {{{ورزشگاه}}} |
| ۱ اوت ۲۰۱۲ ۰۹:۳۰ |            |          |            | {{{ورزشگاه}}} |

| ۱ اوت ۲۰۱۲ ۱۱:۳۰ | {{{تیم۱}}} | در برابر | {{{تیم۲}}} | {{{ورزشگاه}}} |
| ۱ اوت ۲۰۱۲ ۱۱:۳۰ |            |          |            | {{{ورزشگاه}}} |

| ۱ اوت ۲۰۱۲ ۱۶:۴۵ | {{{تیم۱}}} | در برابر | {{{تیم۲}}} | {{{ورزشگاه}}} |
| ۱ اوت ۲۰۱۲ ۱۶:۴۵ |            |          |            | {{{ورزشگاه}}} |

| ۳ اوت ۲۰۱۲ ۱۱:۳۰ | {{{تیم۱}}} | در برابر | {{{تیم۲}}} | {{{ورزشگاه}}} |
| ۳ اوت ۲۰۱۲ ۱۱:۳۰ |            |          |            | {{{ورزشگاه}}} |

| ۳ اوت ۲۰۱۲ ۱۶:۴۵ | {{{تیم۱}}} | در برابر | {{{تیم۲}}} | {{{ورزشگاه}}} |
| ۳ اوت ۲۰۱۲ ۱۶:۴۵ |            |          |            | {{{ورزشگاه}}} |

| ۳ اوت ۲۰۱۲ ۲۲:۳۰ | {{{تیم۱}}} | در برابر | {{{تیم۲}}} | {{{ورزشگاه}}} |
| ۳ اوت ۲۰۱۲ ۲۲:۳۰ |            |          |            | {{{ورزشگاه}}} |

| ۵ اوت ۲۰۱۲ ۰۹:۳۰ | {{{تیم۱}}} | در برابر | {{{تیم۲}}} | {{{ورزشگاه}}} |
| ۵ اوت ۲۰۱۲ ۰۹:۳۰ |            |          |            | {{{ورزشگاه}}} |

| ۵ اوت ۲۰۱۲ ۱۴:۴۵ | {{{تیم۱}}} | در برابر | {{{تیم۲}}} | {{{ورزشگاه}}} |
| ۵ اوت ۲۰۱۲ ۱۴:۴۵ |            |          |            | {{{ورزشگاه}}} |

| ۵ اوت ۲۰۱۲ ۱۴:۴۵ | {{{تیم۱}}} | در برابر | {{{تیم۲}}} | {{{ورزشگاه}}} |
| ۵ اوت ۲۰۱۲ ۱۴:۴۵ |            |          |            | {{{ورزشگاه}}} |

### گروه ب
|      |                     |          | مسابقات | مسابقات | ست‌ها | ست‌ها | ست‌ها  | امتیازها | امتیازها | امتیازها |
| رتبه | تیم                 | امتیازها | برد     | باخت    | برد  | باخت | نسبت  | برد      | باخت     | نسبت     |
| ---- | ------------------- | -------- | ------- | ------- | ---- | ---- | ----- | -------- | -------- | -------- |
| ۱    | ایالات متحده آمریکا | ۱۵       | ۵       | ۰       | ۱۵   | ۲    | ۷٫۵۰۰ | ۴۲۶      | ۳۴۵      | ۱٫۲۳۵    |
| ۲    | چین                 | ۹        | ۳       | ۲       | ۱۱   | ۱۰   | ۱٫۱۰۰ | ۴۷۵      | ۴۶۱      | ۱٫۰۳۰    |
| ۳    | کرهٔ جنوبی           | ۸        | ۲       | ۳       | ۱۱   | ۱۰   | ۱٫۱۰۰ | ۴۴۹      | ۴۵۲      | ۰٫۹۹۳    |
| ۴    | برزیل               | ۷        | ۳       | ۲       | ۱۰   | ۱۰   | ۱٫۰۰۰ | ۴۴۷      | ۴۲۰      | ۱٫۰۶۴    |
| ۵    | ترکیه               | ۶        | ۲       | ۳       | ۹    | ۱۱   | ۰٫۸۱۸ | ۴۳۴      | ۴۴۳      | ۰٫۹۸۰    |
| ۶    | صربستان             | ۰        | ۰       | ۵       | ۲    | ۱۵   | ۰٫۱۳۳ | ۲۹۷      | ۴۰۷      | ۰٫۷۳۰    |

| ۲۸ ژوئیه ۲۰۱۲ ۱۱:۳۰ | {{{تیم۱}}} | در برابر | {{{تیم۲}}} | {{{ورزشگاه}}} |
| ۲۸ ژوئیه ۲۰۱۲ ۱۱:۳۰ | P2 P3      |          |            | {{{ورزشگاه}}} |

| ۲۸ ژوئیه ۲۰۱۲ ۲۲:۰۰ | {{{تیم۱}}} | در برابر | {{{تیم۲}}} | {{{ورزشگاه}}} |
| ۲۸ ژوئیه ۲۰۱۲ ۲۲:۰۰ | P2 P3      |          |            | {{{ورزشگاه}}} |

| ۲۸ ژوئیه ۲۰۱۲ ۲۰:۰۰ | {{{تیم۱}}} | در برابر | {{{تیم۲}}} | {{{ورزشگاه}}} |
| ۲۸ ژوئیه ۲۰۱۲ ۲۰:۰۰ | P2 P3      |          |            | {{{ورزشگاه}}} |

| ۳۰ ژوئیه ۲۰۱۲ ۲۲:۰۰ | {{{تیم۱}}} | در برابر | {{{تیم۲}}} | {{{ورزشگاه}}} |
| ۳۰ ژوئیه ۲۰۱۲ ۲۲:۰۰ | P2 P3      |          |            | {{{ورزشگاه}}} |

| ۳۰ ژوئیه ۲۰۱۲ ۰۹:۳۰ | {{{تیم۱}}} | در برابر | {{{تیم۲}}} | {{{ورزشگاه}}} |
| ۳۰ ژوئیه ۲۰۱۲ ۰۹:۳۰ | P2 P3      |          |            | {{{ورزشگاه}}} |

| ۳۰ ژوئیه ۲۰۱۲ ۱۱:۳۰ | {{{تیم۱}}} | در برابر | {{{تیم۲}}} | {{{ورزشگاه}}} |
| ۳۰ ژوئیه ۲۰۱۲ ۱۱:۳۰ |            |          |            | {{{ورزشگاه}}} |

| ۳۰ ژوئیه ۲۰۱۲ ۱۶:۴۵ | {{{تیم۱}}} | در برابر | {{{تیم۲}}} | {{{ورزشگاه}}} |
| ۳۰ ژوئیه ۲۰۱۲ ۱۶:۴۵ |            |          |            | {{{ورزشگاه}}} |

| ۱ اوت ۲۰۱۲ ۱۴:۴۵ | {{{تیم۱}}} | در برابر | {{{تیم۲}}} | {{{ورزشگاه}}} |
| ۱ اوت ۲۰۱۲ ۱۴:۴۵ |            |          |            | {{{ورزشگاه}}} |

| ۱ اوت ۲۰۱۲ ۲۰:۰۰ | {{{تیم۱}}} | در برابر | {{{تیم۲}}} | {{{ورزشگاه}}} |
| ۱ اوت ۲۰۱۲ ۲۰:۰۰ |            |          |            | {{{ورزشگاه}}} |

| ۱ اوت ۲۰۱۲ ۲۰:۰۰ | {{{تیم۱}}} | در برابر | {{{تیم۲}}} | {{{ورزشگاه}}} |
| ۱ اوت ۲۰۱۲ ۲۰:۰۰ |            |          |            | {{{ورزشگاه}}} |

| ۱ اوت ۲۰۱۲ ۲۲:۰۰ | {{{تیم۱}}} | در برابر | {{{تیم۲}}} | {{{ورزشگاه}}} |
| ۱ اوت ۲۰۱۲ ۲۲:۰۰ |            |          |            | {{{ورزشگاه}}} |

| ۳ اوت ۲۰۱۲ ۱۴:۴۵ | {{{تیم۱}}} | در برابر | {{{تیم۲}}} | {{{ورزشگاه}}} |
| ۳ اوت ۲۰۱۲ ۱۴:۴۵ |            |          |            | {{{ورزشگاه}}} |

| ۳ اوت ۲۰۱۲ ۲۰:۰۰ | {{{تیم۱}}} | در برابر | {{{تیم۲}}} | {{{ورزشگاه}}} |
| ۳ اوت ۲۰۱۲ ۲۰:۰۰ |            |          |            | {{{ورزشگاه}}} |

| ۵ اوت ۲۰۱۲ ۱۱:۳۰ | {{{تیم۱}}} | در برابر | {{{تیم۲}}} | {{{ورزشگاه}}} |
| ۵ اوت ۲۰۱۲ ۱۱:۳۰ |            |          |            | {{{ورزشگاه}}} |

| ۵ اوت ۲۰۱۲ ۲۰:۰۰ | {{{تیم۱}}} | در برابر | {{{تیم۲}}} | {{{ورزشگاه}}} |
| ۵ اوت ۲۰۱۲ ۲۰:۰۰ |            |          |            | {{{ورزشگاه}}} |

| ۵ اوت ۲۰۱۲ ۲۰:۰۰ | {{{تیم۱}}} | در برابر | {{{تیم۲}}} | {{{ورزشگاه}}} |
| ۵ اوت ۲۰۱۲ ۲۰:۰۰ |            |          |            | {{{ورزشگاه}}} |

### دور حذفی
|  | یک چهارم نهایی      | یک چهارم نهایی      |           |           | نیمه نهایی | نیمه نهایی |  |  | نهایی    | نهایی |
|  |                     |                     |           |           |            |            |  |  |          |       |
|  | ۷ آکوست             |                     |           |           |            |            |  |  |          |       |
|  |                     |                     |           |           |            |            |  |  |          |       |
|  | روسیه               | ۲                   |           |           |            |            |  |  |          |       |
|  | روسیه               | ۲                   | ۹ آکوست   |           |            |            |  |  |          |       |
|  | برزیل               | ۳                   |           |           |            |            |  |  |          |       |
|  | برزیل               | ۳                   | برزیل     | ۳         |            |            |  |  |          |       |
|  | ۷ آکوست             |                     | برزیل     | ۳         |            |            |  |  |          |       |
|  |                     | ژاپن                | ۰         |           |            |            |  |  |          |       |
|  | چین                 | ژاپن                | ۰         | ۲         |            |            |  |  |          |       |
|  | چین                 |                     | ۱۱ آکوست  | ۲         |            |            |  |  |          |       |
|  | ژاپن                | ۳                   |           |           |            |            |  |  |          |       |
|  | ژاپن                | ۳                   | برزیل     | ۳         |            |            |  |  |          |       |
|  | ۷ آکوست             |                     | برزیل     | ۳         |            |            |  |  |          |       |
|  |                     | ایالات متحده آمریکا | ۱         |           |            |            |  |  |          |       |
|  | ایتالیا             | ایالات متحده آمریکا | ۱         | ۱         |            |            |  |  |          |       |
|  | ایتالیا             | ۹ آکوست             |           | ۱         |            |            |  |  |          |       |
|  | کرهٔ جنوبی           | ۳                   |           |           |            |            |  |  |          |       |
|  | کرهٔ جنوبی           | ۳                   | کرهٔ جنوبی | ۰         | مکان سوم   | مکان سوم   |  |  |          |       |
|  | ۷ آکوست             |                     | کرهٔ جنوبی | ۰         | مکان سوم   | مکان سوم   |  |  |          |       |
|  |                     | ایالات متحده آمریکا | ۳         |           |            |            |  |  |          |       |
|  | ایالات متحده آمریکا | ایالات متحده آمریکا | ۳         | ۳         | ژاپن       | ۳          |  |  |          |       |
|  | ایالات متحده آمریکا |                     |           | ۳         | ژاپن       | ۳          |  |  |          |       |
|  | دومینیکن            | 0                   |           | کرهٔ جنوبی | ۱          |            |  |  |          |       |
|  | دومینیکن            | 0                   |           |           | ۱          |            |  |  |          |       |
|  |                     |                     |           |           |            |            |  |  | ۱۱ آکوست |       |
|  |                     |                     |           |           |            |            |  |  |          |       |